# بارتومو تراداس
بارتومو تراداس (انگلیسی: Bartomeu Terradas; ۱ ژانویهٔ ۱۸۷۴ – ۱ ژانویهٔ ۱۹۴۸) بازیکن فوتبال اهل اسپانیا بود.
از باشگاه‌هایی که در آن بازی کرده‌است می‌توان به باشگاه فوتبال بارسلونا اشاره کرد.